# Schloßbrauerei Reuth
Die Schloßbrauerei Reuth ist eine kleine Traditionsbrauerei in Reuth bei Erbendorf in der Oberpfalz. Gegründet wurde die Schlossbrauerei bereits 1742. Die Schloßbrauerei Reuth ist eine von wenigen Brauereien, die Zoigl herstellen.

## Geschichte
Die Schloßbrauerei Reuth entstand Mitte des 15. Jahrhunderts und produzierte Bier zunächst nur für das Schloss Reuth. Erst im 18. Jahrhundert wurde auch für andere Abnehmer Bier hergestellt. Im Jahr 1742 wurden erstmals drei Gasthäuser in der Umgebung beliefert. Ursprünglich stellte die Schloßbrauerei nur das Reuther Lager her.
Heute umfasst das Angebot der Brauerei Biere, Limonaden, Säfte und Schorlen. Das für die Produktion verwendete Wasser stammt aus der 60 Meter tiefen Artesia-Quelle des Reuther Schlossparks.
Seit 1998 ist Reuther Bier eine geschützte geographische Angabe der EU. Die Schloßbrauerei Reuth ist die einzige Brauerei, die das Bier unter diesem Namen brauen darf.

## Biersorten
Es werden folgende Biersorten produziert:
- Reuther Zoigl
- Reuther Winter Spezial Trunk
- Reuther Bock
- Reuther Cola + Bier
- Reuther Lager
- Reuther Landbier
- Reuther leichtes Weißbier
- Reuther Öko Lager
- Reuther Schloßpils
- Reuther Weißbier
- Reuther Radler
- Reuther Horrido
- Wiggerl Unser Hoamatbräu

## Sonstiges
Die Brauerei ist Mitglied im Brauring, einer Kooperationsgesellschaft privater Brauereien aus Deutschland, Österreich und der Schweiz.